# 75三傑
75三傑（直译：「92年級」）是三名頂尖職業司諾克選手的合稱，他們均於1975年出生，都在1992-93斯诺克赛季轉為職業選手，擁有傑出的表現，他們優異的成績包含贏得多屆司諾克世錦賽、世界第一以及三冠王，對司諾克球界影響深遠。 这三位選手分別是「火箭」羅尼·奥沙利文、「巫師」約翰·希金斯和「黃金左手」馬克·威廉斯。 

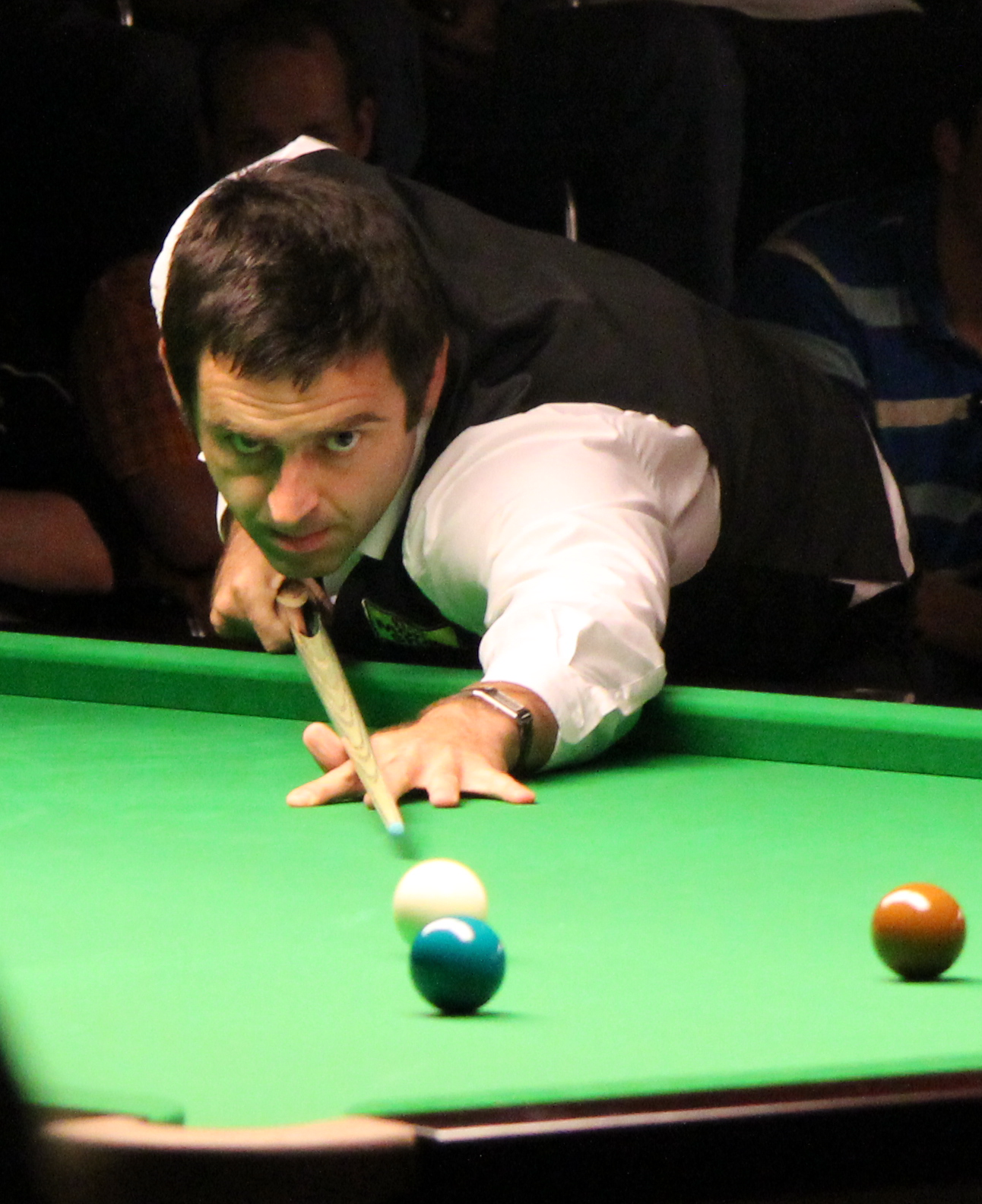
羅尼·奧沙利文，攝於2011年

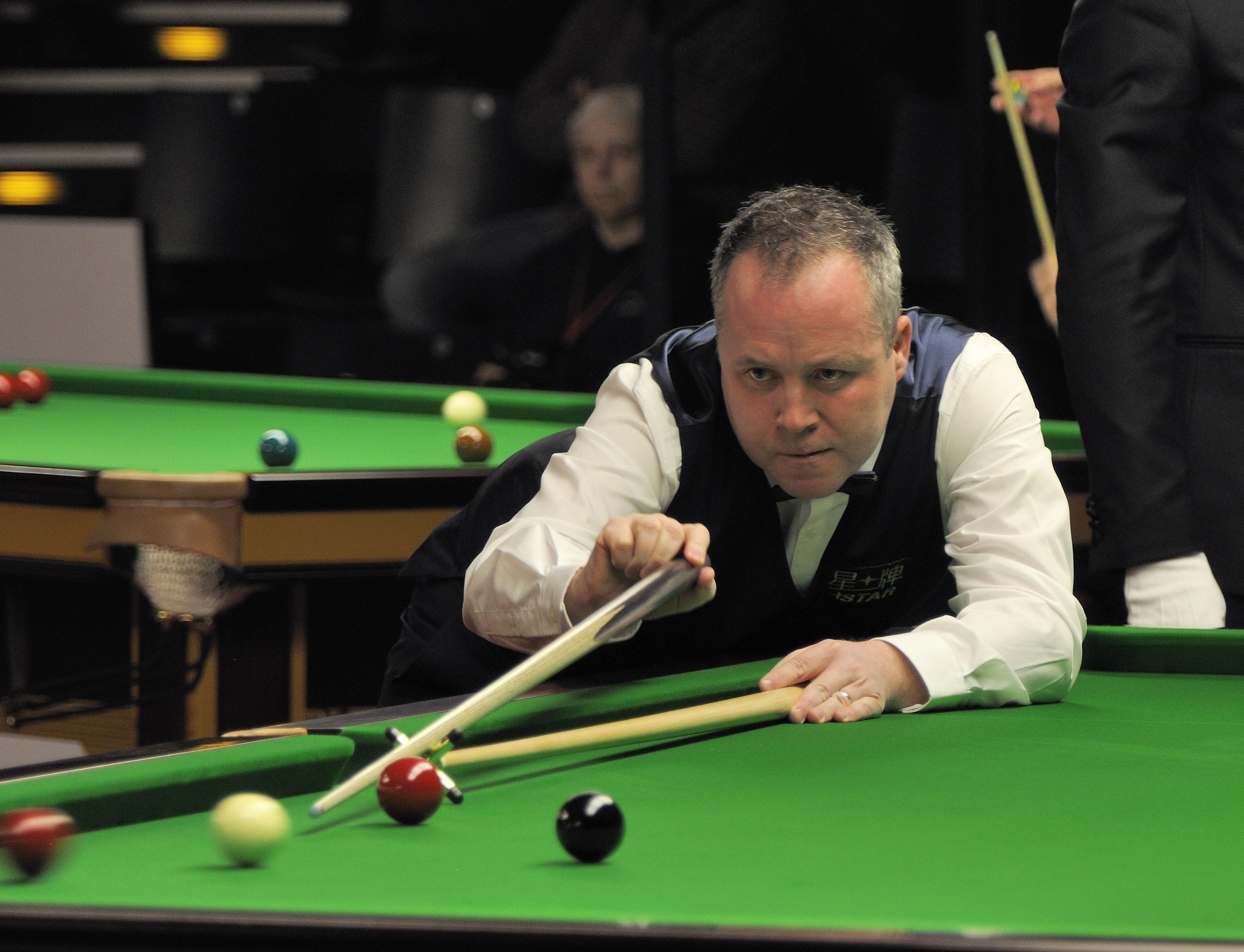
約翰·希金斯，攝於2014年

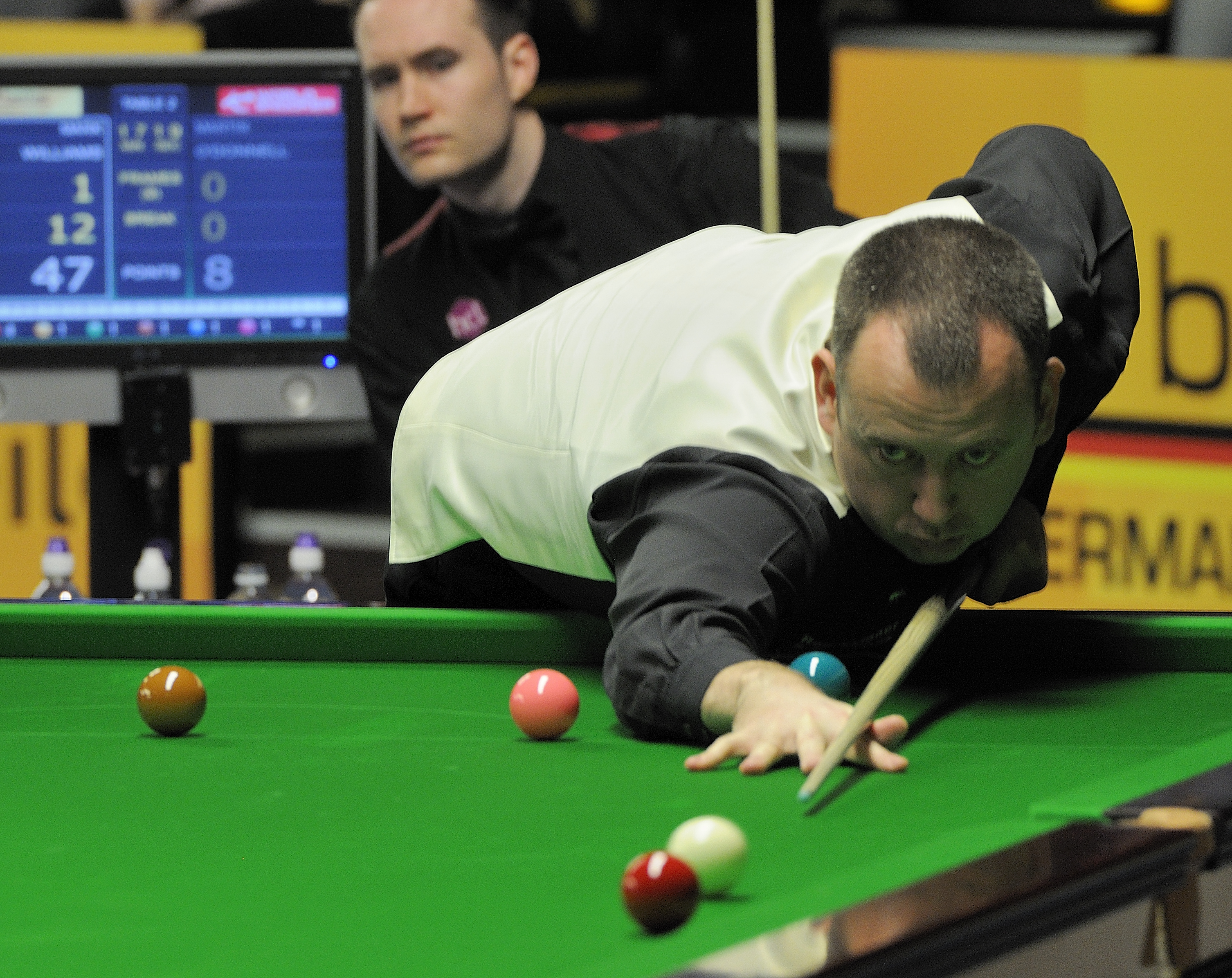
馬克·威廉斯，攝於2013年

## 球員與風格
奧沙利文是進攻型選手，以出杆快速著稱，在製造障礙球等防守方面亦相當出色，此外儘管是右撇子，他也可以用左手高水準的比賽。希金斯則以穩定性、抗壓性和策略擊球著稱，常在比數懸殊的比賽中追平甚至逆轉勝。威廉斯擅長左打長距離擊球（遠檯攻球），並以出杆準確度高著稱。

## 成就
這三位選手總共獲得過14次世界錦標賽冠軍。威廉斯在2000年、2003年和2018年三度奪冠；希金斯於1998年、2007年、2009年和2011年；奥沙利文於2001年、2004年、2008年、2012年、2013年、2020年和2022年三人均於1998年與肯·達赫蒂一起进入了半決賽，1999年與史蒂芬·亨德利一起進入了1999年的半決賽，2022年則和賈德·川普一起進入半決賽。 此外，奧沙利文是英國錦標賽大師賽奪冠最年輕和最老的選手，也是排名賽冠軍數量史上第一。威廉斯則是三人中唯一一位也是史上第三位在單季完成三大賽奪冠的選手。
在單桿破百方面以及滿分桿方面，奧沙利文和希金斯皆位列史上第一、第二，威廉斯則分別是第九與第十五。

## 評價
- 尼爾·羅伯遜：「他們（75三傑）就像是我們（司諾克球界）的費德勒、納達爾、喬科維奇。」[19]
- 馬克·威廉斯：「我很有幸能與他倆一同進入職業司諾克，但當人們把我們歸類為同一等時我有點尷尬，因為我和他們還差得老遠。」[20]

## 其他
另有一位斯蒂芬·李，以流暢擊球著稱，也在1992年轉為職業選手，世界排名曾高達第五，並獲得五座排名賽冠軍，偶爾會被稱為92年級的第四人。不過由於不如其他三人成績亮眼，以及打假球風波，而較少被提及。